# نيكيتا ويلي
نيكيتا ويلي (بالإندونيسية: Nikita Willy؛ بالملايوية: Nikita Willy) هي ملاكمة كيك بوكسينغ ومغنية وممثلة إندونيسية وماليزية، ولدت في 29 يونيو 1994 في جاكرتا في إندونيسيا.

## وصلات خارجية
- نيكيتا ويلي على موقع IMDb (الإنجليزية)
- نيكيتا ويلي على موقع قاعدة بيانات الفيلم (الإنجليزية)